# Zandt
Zandt è un comune tedesco di 1 867 abitanti, situato nel land della Baviera.